# Uomo di Tollund

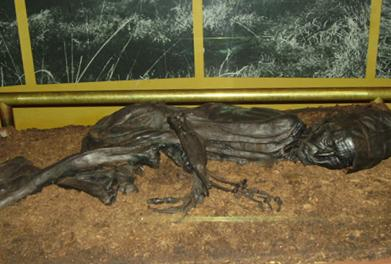
Mummia di Tollund.

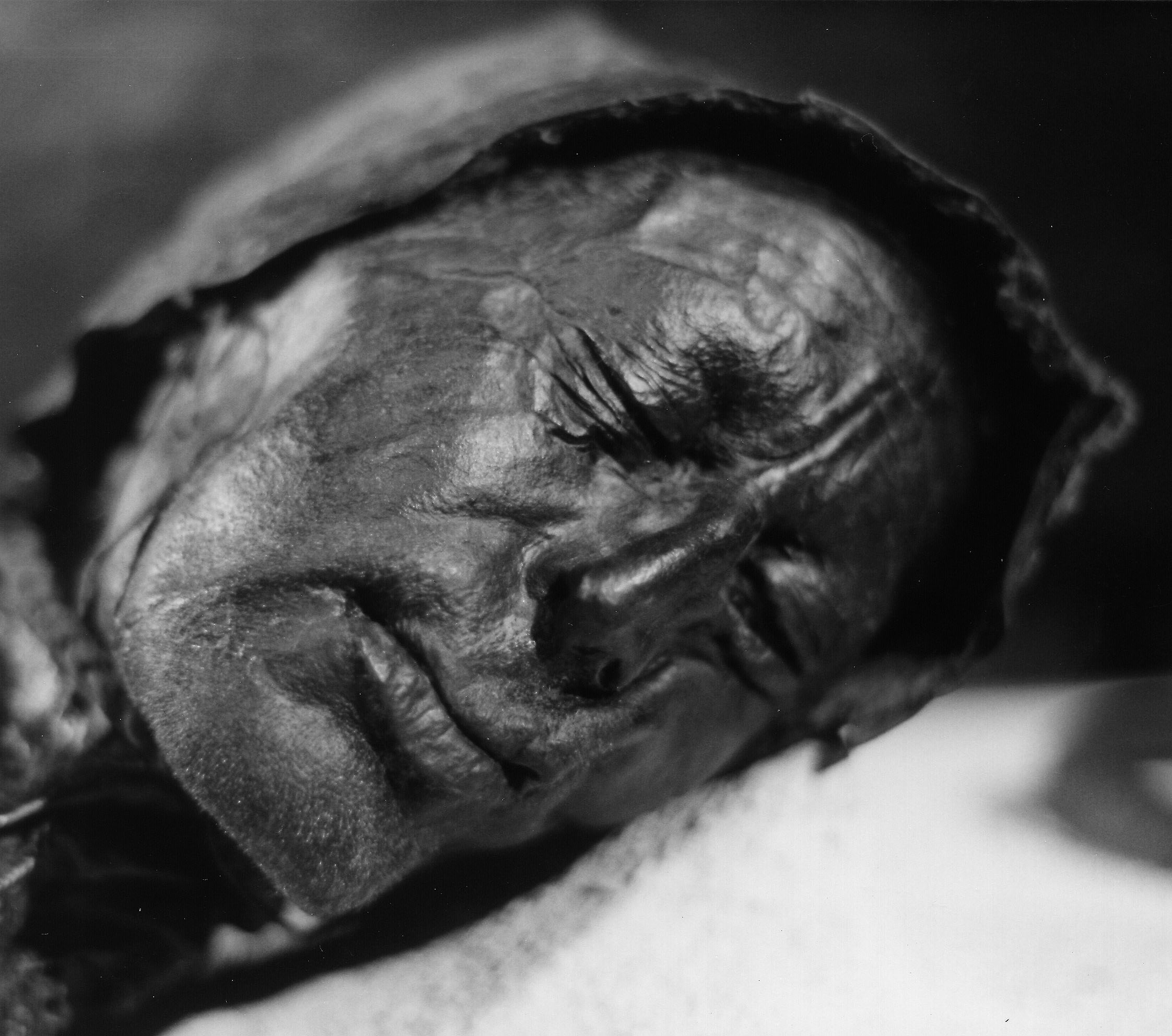
Mummia di Tollund.

L'uomo di Tollund è una mummia di palude particolarmente ben conservata grazie agli sfagni, muschi tipici delle torbiere che ne hanno arrestato la decomposizione, appartenente a un uomo vissuto all'incirca nel IV secolo a.C. in Scandinavia, durante l'età del ferro. Fu sepolto in una palude di torba nello Jutland in Danimarca. La mummia di Tollund è notevole per il fatto che il suo corpo, in particolare il volto, si è così ben conservato da sembrare morto solo di recente.

## Scoperta
Il 6 maggio 1950, i fratelli Viggo ed Emil Højgaard, del piccolo villaggio di Tollund, erano andati a tagliare della torba per la loro stufa alla torbiera di Bjældskor Dale, 12 km ad ovest di Silkeborg in Danimarca. Mentre lavoravano notarono in uno strato di torba un volto che affiorava. I lineamenti erano così ben definiti che, supponendo di aver scoperto la vittima di un recente omicidio, denunciarono immediatamente il ritrovamento alla polizia di Silkeborg. La polizia si rese presto conto che il corpo, che si trovava sepolto a 2,5 metri di profondità nella torbiera, non apparteneva alla vittima di un crimine recente ma che doveva trattarsi di un ritrovamento archeologico. Si recò quindi sul posto insieme ad alcuni ricercatori del museo di Silkeborg che, resisi conto dell'importanza della scoperta, mandarono a chiamare l'archeologo P.V. Glob, esperto in mummie di palude. Glob stabilì che la datazione del corpo poteva collocarsi a circa 2000 anni prima e che l'uomo era stato probabilmente ucciso e gettato nella palude come sacrificio a divinità legate alla fertilità. L'ottimo stato di conservazione degli organi interni e della pelle permisero agli scienziati di eseguire studi accurati ed importanti.
L'uomo di Tollund era stato sepolto ad una distanza di 50 metri dalla terraferma ed il suo corpo era stato disposto in posizione fetale e seppellito sotto circa 2 metri di torba. Indossava un cappuccio di pelle tenuto saldamente fermo da una cinghia annodata sotto il mento ed intorno alla vita si trovava una cintura di pelle di bue. Ad eccezione di questo il corpo era completamente nudo. Solitamente i corpi dell'età del ferro rinvenuti nelle torbiere erano vestiti oppure i loro abiti erano stati posti accanto a loro. Non si sa perché l'uomo di Tollund non avesse degli abiti, anche se è possibile che questi si siano decomposti nel tempo se erano stati realizzati in fibre vegetali.
Intorno al collo della vittima vi era un capestro con il nodo scorsoio rivolto verso le spalle. I capelli erano stati tagliati molto corti, della lunghezza di un paio di centimetri e al momento del ritrovamento apparivano di colore rosso acceso dovuto all'effetto dell'acqua della torbiera: non è stato possibile accertare il loro colore originale. Sul mento è presente una barba di circa 1 millimetro di lunghezza, segno che l'uomo non si era rasato nelle ventiquattro ore precedenti alla morte.

## Test scientifici
Al momento della scoperta gli scienziati che esaminarono l'uomo di Tollund stimarono il momento della morte intorno a 2000 anni fa basandosi sui resti di cibo contenuti nello stomaco. Negli anni successivi il corpo fu sottoposto a numerosi esami, tra cui il test del carbonio-14, che hanno permesso di datare la morte tra il 300 e il 400 a.C. Esami ai raggi X hanno mostrato che la testa è integra e cuore, polmoni e fegato sono ben conservati. Gli sfagni, muschi presenti sul luogo del ritrovamento e tipici delle torbiere hanno la caratteristica di rendere acido il terreno; l'acidità del suolo, in associazione con la mancanza di ossigeno sotto la superficie, hanno reso possibile la conservazione dei tessuti molli. L'uomo era alto 161 centimetri e doveva avere un'età compresa tra i 30 e i 40 anni. Era sicuramente un uomo adulto in quanto i denti del giudizio erano già spuntati.
Fu probabilmente impiccato con la corda che è stata ritrovata serrata intorno al collo: anche se gli esami ai raggi X hanno rivelato che le vertebre cervicali non erano spezzate, gli scienziati sono certi che la causa della morte sia stata l'impiccamento. Il cappio ha lasciato infatti chiari segni sulla pelle sotto il mento e al lato del collo, anche se non vi era alcuna ferita evidente sulla parte posteriore del collo dove il nodo era posizionato al momento del ritrovamento. Inoltre la lingua era distesa, come spesso accade durante gli impiccamenti.
Durante gli esami degli anni '50 lo stomaco e l'intestino furono rimossi dal corpo e furono prelevati campioni del suo contenuto. Gli scienziati hanno scoperto che l'ultimo pasto dell'uomo fu un porridge a base di verdure e sementi, sia coltivate come orzo e semi di lino sia selvatiche come Camelina sativa e corregiola. Complessivamente sono stati identificati circa 40 diversi semi. In base alla fase di digestione è stato dedotto che il pasto sia stato consumato tra le 12 e le 24 ore prima della morte. Nello stomaco non vi erano tracce di carne, di pesce né di frutta fresca, il che fa pensare che l'uomo sia morto durante l'inverno, quando la disponibilità di questi alimenti era più scarsa. La stagione invernale è anche compatibile con il fatto che temperature basse sono necessarie per la conservazione delle mummie di palude.
L'orzo presente nello stomaco presentava tracce di ergot, un fungo allucinogeno parassita delle graminacee ed in particolare della segale, e alcuni ricercatori hanno ipotizzato che potrebbe essere stato assunto volontariamente per alterare il proprio stato mentale prima di essere sacrificato. Nel 2002 la mummia di Tollund è stata sottoposta a nuovi esami, tra cui una tomografia computerizzata tramite la quale sono state estratte più di 16000 immagini. I nuovi test hanno confermato l'impiccamento come causa della morte e l'incredibile buona conservazione degli organi interni.

## La mummia di Tollund oggi
Il corpo è esposto al museo Silkeborg in Danimarca, anche se solo la testa è originale.
Dal momento che le tecniche di conservazione del materiale organico non erano sufficientemente avanzate nei primi anni cinquanta del secolo scorso per consentire la conservazione dell'intero corpo, si scelse di preservare solo la testa, sostituendo l'acqua contenuta nelle cellule con cera d'api. Questo permise di preservare l'aspetto della testa, mentre il resto del corpo venne essiccato. Nel 1987 il Silkeborg Museum ha ricostruito il corpo basandosi sulle dimensioni dei resti dello scheletro e sulle fotografie scattate negli anni '50, in modo da ottenere una replica fedele di quella che era la sua posizione originale al momento della sepoltura.